# Münstermaifeld
Münstermaifeld là một thị xã thuộc huyện Mayen-Koblenz, bang Rheinland-Pfalz, nước Đức. Đô thị Münstermaifeld có diện tích 27,78 km². Đô thị này thuộc Verbandsgemeinde ("đô thị tập thể") Maifeld. Đô thị này tọa lạc về phía đông nam của Mayen.